# Justin Sterling

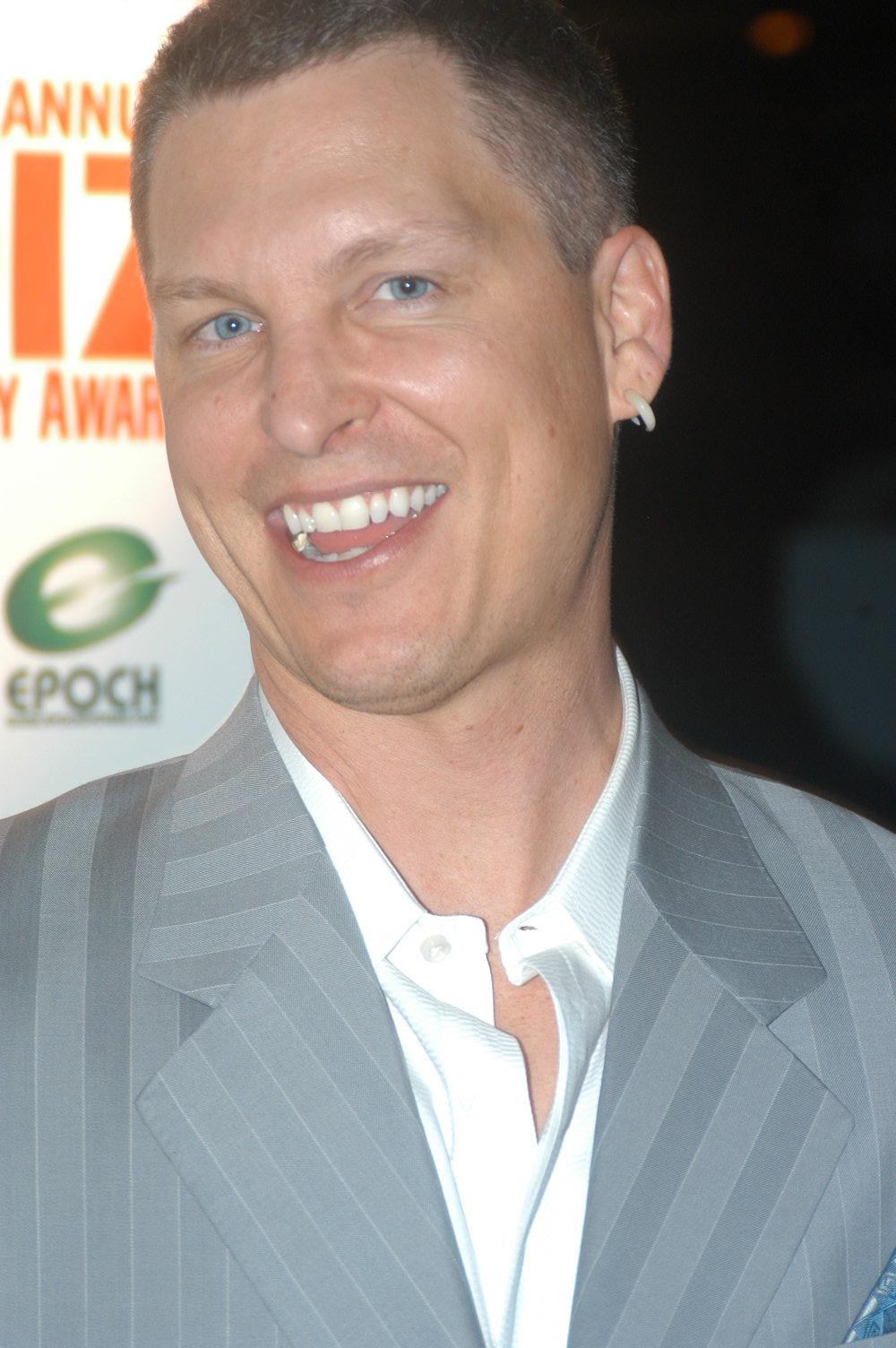
Justin Sterling bei den XBIZ Awards 2005

Justin Sterling (* 1968 in Ohio; eigentlich John George „Jay“ Grdina) ist ein US-amerikanischer Pornodarsteller, -regisseur und -produzent.
Sterling war von 2003 bis 2006 mit Jenna Jameson verheiratet.

## Auszeichnungen
- 2005 AVN Award: „Best Actor – Film“ (The Masseuse)[1]
- 2005 AVN Award: „Best Couple Sex Scene – Film“ (The Masseuse) mit Jenna Jameson.
- 2005 AVN Award: „Best Editing – Video“ (Bella Loves Jenna)